# 爱民街 (西城区)
39°55′51″N 116°22′55″E / 39.9307258°N 116.3819972°E
爱民街，是位于北京市西城区的一条道路。

## 简介
爱民街为南北走向，南到大红罗厂街，北到地安门西大街。全长627米，平均宽7米。清朝称旃檀寺西夹道，又称旃檀寺。1911年之后又称旃檀寺西大街，因为该街东侧原来有旃檀寺而得名。旃檀寺名弘仁寺，寺内原有旃檀佛像，故俗称旃檀寺。1900年庚子事变时该寺被毁灭，旃檀佛像失踪。1965年北京市整顿地名，因为该胡同位于中华人民共和国国防部西侧，取“军爱民”之意，改称爱民街，并且将北炭厂并入。